# Romain Mahieu
Romain Mahieu (* 17. Februar 1995 in Lille) ist ein französischer Radrennfahrer, der im BMX-Rennsport aktiv ist. 2023 wurde er Weltmeister dieser Disziplin.

## Sportlicher Werdegang
Mahieu begann im Alter von vier Jahren mit BMX-Rennen. Als Junior wurde er 2012 und 2013 französischer Meister und gewann zweimal das Zeitfahren bei den Weltmeisterschaften. In der Elite dauerte es ein paar Jahre, bis er an diese Erfolge anschließen konnte; 2016 gewann er die Europameisterschaften im Zeitfahren, 2017 stand er erstmals auf dem Podium eines Weltcup-Rennens. 2018 schließlich war er französischer Meister.
2019 gewann Mahieu in Tokio das Test-Event für die Olympischen Spiele. Er wurde daraufhin vom französischen Verband ins olympischen BMX-Rennen entsandt. Dort dominierte er sein Halbfinale und kam im Finale auf den sechsten Platz.
2022 erzielte Mahieu erstmals einen Weltcup-Sieg. 2023 wurde für ihn zu einem herausragenden Jahr: Er siegte in fünf von neun Weltcup-Rennen und holte auch die Gesamtwertung. Bei den BMX-Rennsport-Weltmeisterschaften triumphierte er vor seinen Landsleuten Arthur Pilard und Joris Daudet. 2024 holte er nochmals einen Weltcup-Sieg und gewann im olympischen BMX-Rennen 2024 vor Heimpublikum die Bronzemedaille, hinter seinen Landsleuten Joris Daudet und Sylvain André.

## Erfolge
2012
 Weltmeister (Junioren) – Zeitfahren
 Französischer Meister (Junioren)
 Europameisterschaften (Junioren)
2013
 Weltmeister (Junioren) – Zeitfahren
 Französischer Meister (Junioren)
2016
 Europameister – Zeitfahren
2018
 Französischer Meister
2022
ein Weltcup-Sieg
2023
 Weltmeister
Gesamtwertung BMX-Weltcup und fünf Weltcup-Siege
2024
ein Weltcup-Sieg
 Olympische Spiele